# Zach Benson
Zachary Ruben "Zach" Benson, född 12 maj 2005, är en kanadensisk professionell ishockeyforward som spelar för Buffalo Sabres i National Hockey League (NHL).
Han har tidigare spelat för Winnipeg Ice i Western Hockey League (WHL).
Benson draftades i första rundan i 2023 års draft av Buffalo Sabres som 13:e spelare totalt.

## Statistik
| 2018–2019  | Yale Hockey Academy Lions U15 | CSSHL      | 28  | 6  | 13  | 19  | 12 | 5  | 1  | 3  | 4  | 0  |
| 2019–2020  | Yale Hockey Academy Lions U15 | CSSHL      | 30  | 30 | 56  | 86  | 26 | 2  | 3  | 2  | 5  | 0  |
|            | Yale Hockey Academy Lions U16 | CSSHL      | 5   | 1  | 1   | 2   | 0  | —  | —  | —  | —  | —  |
| 2020–2021  | Winnipeg Ice                  | WHL        | 24  | 10 | 10  | 20  | 12 | —  | —  | —  | —  | —  |
| 2021–2022  | Winnipeg Ice                  | WHL        | 58  | 25 | 38  | 63  | 28 | 15 | 9  | 14 | 23 | 10 |
| 2022–2023  | Winnipeg Ice                  | WHL        | 60  | 36 | 62  | 98  | 49 | 15 | 7  | 10 | 17 | 8  |
| 2023–2024  | Buffalo Sabres                | NHL        | 1   | 0  | 0   | 0   | 2  | —  | —  | —  | —  | —  |
| NHL totalt | NHL totalt                    | NHL totalt | 1   | 0  | 0   | 0   | 2  | —  | —  | —  | —  | —  |
| WHL totalt | WHL totalt                    | WHL totalt | 142 | 71 | 110 | 181 | 89 | 30 | 16 | 24 | 40 | 18 |

### Internationellt
| Källa: Uppdaterad: 2023-10-13 | Källa: Uppdaterad: 2023-10-13 | Källa: Uppdaterad: 2023-10-13 |         | Utv = Utvisningsminuter | Utv = Utvisningsminuter | Utv = Utvisningsminuter | Utv = Utvisningsminuter | Utv = Utvisningsminuter |
| År                            | Lag                           | Mästerskap                    | Matcher | Mål                     | Assists                 | Poäng                   | Utv                     |                         |
| ----------------------------- | ----------------------------- | ----------------------------- | ------- | ----------------------- | ----------------------- | ----------------------- | ----------------------- | ----------------------- |
| 2022                          | Kanada                        | Hlinka Gretzky                | 5       | 2                       | 5                       | 7                       | 2                       |                         |
| Junior totalt                 | Junior totalt                 | Junior totalt                 | 5       | 2                       | 5                       | 7                       | 2                       |                         |